# Szomáli bokorpacsirta
A szomáli bokorpacsirta (Mirafra somalica) a madarak osztályának verébalakúak (Passeriformes) rendjébe, ezen belül a pacsirtafélék (Alaudidae) családjába tartozó faj.

## Rendszerezése
A fajt Henry Witherby brit ornitológus írta le 1903-ben, a Certhilauda nembe Certhilauda somalica néven.

## Alfajai
- Mirafra somalica somalica (Witherby, 1903) - észak- és északkelet-Szomália;
- Mirafra somalica rochei (Colston, 1982) - Szomália középső részének partvidéke.

## Előfordulása
Afrika keleti részén, Szomália területén honos. Természetes élőhelyei a szubtrópusi és trópusi száraz gyepek. Állandó, nem vonuló faj.

## Megjelenése
Testhossza 22 centiméter, testtömege 44-50 gramm.

## Természetvédelmi helyzete
Az elterjedési területe nagyon nagy, egyedszáma pedig stabil. A Természetvédelmi Világszövetség Vörös listáján nem fenyegetett fajként szerepel.